# 2593 Бурятія
2593 Бурятія (2593 Buryatia) — астероїд головного поясу, відкритий 2 квітня 1976 року.
Тіссеранів параметр щодо Юпітера — 3,686.